# Chapelle des Jésuites de Saint-Omer
Pour les articles homonymes, voir Chapelle des Jésuites.
La chapelle des Jésuites de Saint-Omer (dite également chapelle du Lycée), sise à la rue du lycée à Saint-Omer, dans le Pas-de-Calais (France), est une chapelle baroque construite par l’architecte jésuite Jean Du Blocq de 1615 à 1640. Elle jouxtait le collège jésuite devenu aujourd’hui le lycée Alexandre-Ribot. 

## Origine et histoire
Édifice typiquement baroque avec façade monumentale à cinq niveaux cette chapelle fut édifiée pour remplacer une première chapelle devenue trop petite pour les activités pastorales et éducatives des jésuites de la province gallo-belge (Pays-Bas méridionaux) qui dirigeaient le collège voisin dont architecturalement elle faisait partie.
L’architecte en est le frère jésuite montois Jean Du Blocq. Les travaux commencent en 1615 et se poursuivent, avec de nombreuses interruptions dues à la guerre franco-espagnole, jusqu’en 1640, même si elle est ouverte au culte en 1636.
Lorsque les jésuites sont expulsés de France en 1763, la chapelle sert encore aux offices religieux jusqu’à la période de la révolution française. Elle est alors désacralisée et vidée de son mobilier religieux. Tout au long  du XIXe siècle elle est utilisée comme atelier, hangar, garage... Rénovée elle est reprise par le service du patrimoine de Saint-Omer  qui y a ses bureaux et la met à disposition pour des activités culturelles.

## Description
Vaste édifice baroque de 61 mètres de long, la chapelle est conçue pour un effet maximal de la prédication, suivant l'esprit du concile de Trente, avec longue nef unique de six travées conduisant, sans transept, à une abside polygonale ayant au centre un chœur où domine, lointain, l’autel du sacrifice de la messe. 
La chaire de vérité par contre se trouve dans la nef, proche de l’assemblée, permettant une prédication communicative et démonstrative. 
Au niveau du chœur deux tours carrées de 40 mètres de haut s’élancent dans le ciel. Elles ont la même hauteur que la façade baroque aux cinq niveaux bien proportionnés. 
La chapelle étant liturgiquement désaffectée le corps de Gérard d'Hamericourt, abbé de Saint-Bertin, premier évêque de Saint-Omer et fondateur du collège des Jésuites, a été transféré à la cathédrale de Saint-Omer.

## Source
- Pierre Delattre: Les établissements des jésuites en France depuis quatre siècles (vol.IV), Enghien (Belgique), 1946, col.832-834.